# Livländska orden

Livländska ordens vapen.

Livländska ordens mästares sigill.

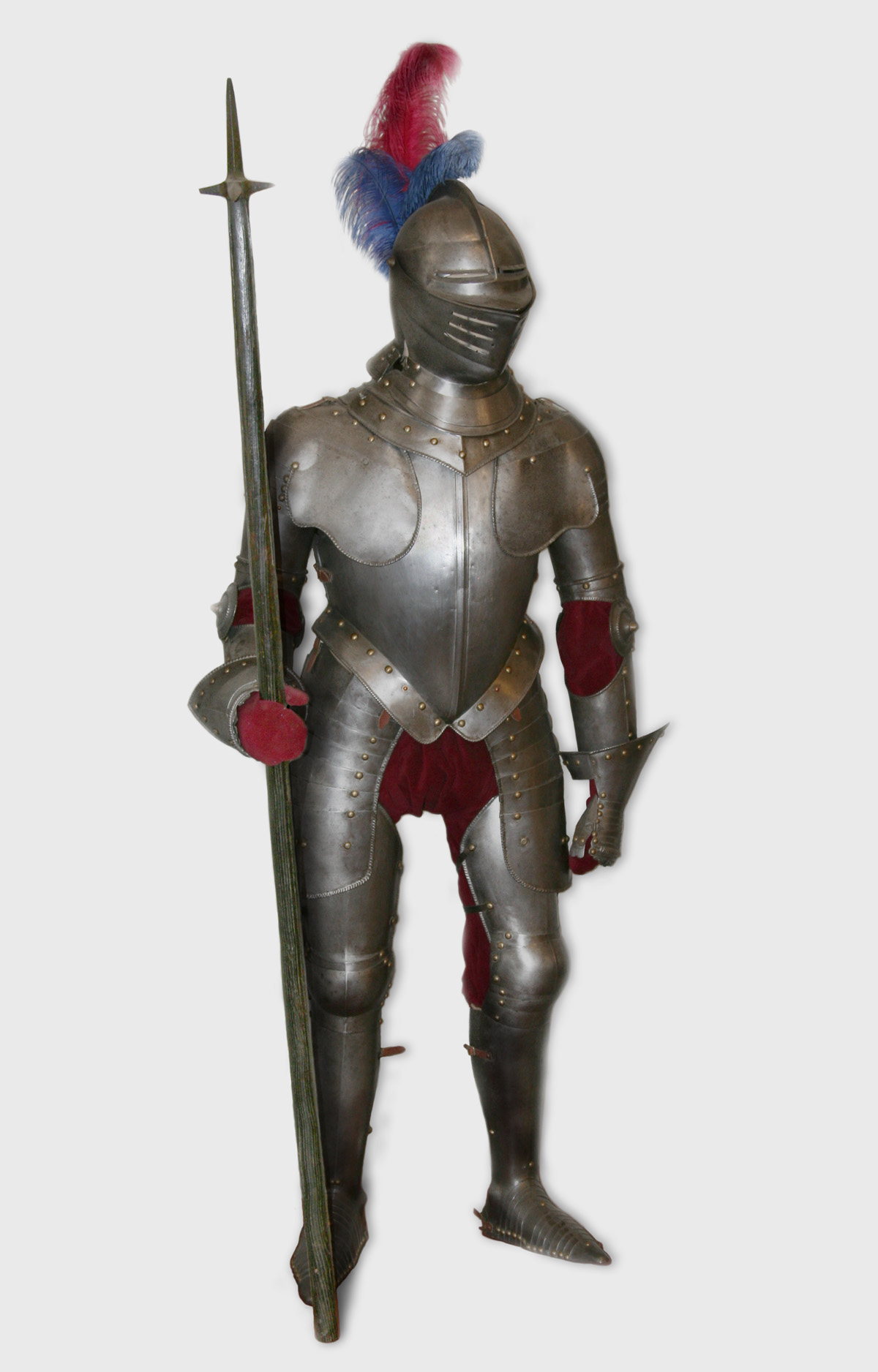
Rustning som användes av Livländska orden.

Livländska orden var en autonom livländsk gren av Tyska orden och medlem av den livländska konfederationen från 1418 till 1561. Efter att ha besegrats av samogiterna år 1236 i slaget vid Saule under det Livländska korståget, uppgick resterna av livländska svärdsbröderna i Tyska orden och blev kända som Livländska orden år 1237. 
Mellan 1237 och 1290 erövrade Livländska orden Kurland, Livland och Semgallen, men deras attack mot norra Ryssland tillbakavisades i slaget vid Wesenberg (Rakovor) (1268). År 1346 inköpte orden resten av Estland av kung Valdemar Atterdag. Balthasar Russow har beskrivit livet inom orden territorium i Chronica der Provinz Lyfflandt.
Tyska ordens tillbakagång började efter nederlaget i slaget vid Grunwald 1410 och sekulariseringen av dess preussiska områden av högmästaren Albrekt av Brandenburg-Ansbach år 1525, men Livländska orden lyckades upprätthålla en självständig existens. Under livländska kriget led man emellertid ett avgörande nederlag mot Moskvariket i slaget vid Ergeme 1560. Livländska orden sökte därför beskydd hos Sigismund II August, Polens konung, och storhertigen av Litauen. 
Efter en överenskommelse i Wilno med Sigismund II Augustus och hans representanter (särskilt Mikołaj "den svarte" Radziwiłł), sekulariserade den sista livländske ordensmästaren, Gotthard Kettler, orden och konverterade till lutherdomen. För sin ätt skapade han hertigdömet Kurland och Semgallen som reträttplats. Huvuddelen av återstående landområden övertogs av storhertigdömet Litauen. Staden Reval och adelsförsamlingarna i landskapen Harrien, Wierland och Jerwen i Norra Estland ansökte om att få lyda under den svenske kungen och när livländska kriget slutade 1583 hade Sverige erövrat norra och västra Estland.

## Mästarna över Livländska orden
Ordensmästarna över Livländska orden valdes liksom stormästaren i Tyska orden av riddarna på livstid. Stormästaren utövade rådgivande makt och hans råd jämställdes med order. Tyska ordens stormästare tillät lokal autonomi, och besökte sällan Livland och skickade heller inte ombud för att övervaka.
- Hermann Balk 1237–38
- Dietrich von Grüningen 1238–42
- Dietrich von Grüningen 1244–46
- Andreas von Stierland 1248–53
- Anno von Sangershausen 1253–56
- Burchard von Hornhausen 1256–60
- Werner von Breithausen 1261–63
- Konrad von Mandern 1263–66
- Otto von Lutterberg 1266–70
- Walther von Nortecken 1270–73
- Ernst von Rassburg 1273–79
- Konrad von Feuchtwangen 1279–81
- Wilken von Endorp 1281–87
- Konrad von Herzogenstein 1288–90
- Halt von Hohembach –1293
- Heinrich von Dinkelaghe 1295–96
- Bruno 1296–98
- Gottfried von Rogga 1298–1307
- Conrad von Jocke 1309–22
- Johannes Ungenade 1322–24
- Reimar Hane 1324–28
- Everhard von Monheim 1328–40
- Burchard von Dreileben 1340–45
- Goswin von Hercke 1345–59
- Arnold von Vietinghof 1359–64
- Wilhelm von Vrymersheim 1364–85
- R. von Eltz 1385–89
- Wennemar Hasenkamp von Brüggeneye 1389–1401
- Konrad von Vietinghof 1401–13
- Diderick Tork 1413–15
- Siegfried Lander von Spanheim 1415–24
- Zisse von Rutenberg 1424–33
- Franco Kerskorff 1433–35
- Heinrich von Bockenvorde 1435–37
- H. Vinke von Overbergen 1438–50
- Johann Osthoff von Mengede 1450–69
- Johann Wolthuss von Herse 1470–71
- Bernd von der Borch 1471–83
- Johann Freitag von Loringhoven 1483–94
- Wolter von Plettenberg 1494–1535
- Hermann Hasenkamp von Brüggeneye 1535–49
- Johann von der Recke 1549–51
- Heinrich von Galen 1551–57
- Johann Wilhelm von Fürstenberg 1557–59
- Godert (Gotthard) Kettler 1559–61